# تپه سنگر (شاه نشین)
تپه سنگر (شاه نشین) مربوط به هزاره اول قبل از میلاد است و در شهرستان ساری، بخش مرکزی، روستای دولت‌آباد واقع شده و این اثر در تاریخ ۱ مهر ۱۳۸۲ با شمارهٔ ثبت ۱۰۲۹۲ به‌عنوان یکی از آثار ملی ایران به ثبت رسیده است.